# Квантна спознаја
Квантна спознаја представља ново поље које примењује математички формализам квантне теорије тако да моделује когнитивне појаве као што је обрада информација од стране људског мозга, језика, одлучивања, људског памћења, концепата и концептуалног образложења, људског суда и перцепције. Поље се јасно разликује од квантног ума јер се не ослања на хипотезу да постоји нешто микро-физичко квантно механичко око мозга. Квантна сазнања се заснивају на квантној-парадигми или генерализованој квантној парадигми или парадигми квантне структуре да се обрада информација од стране сложених система као што је мозак, узимајући у обзир контекстуалну зависност информација и пробабилистичког расуђивања, може се математички описати у оквиру квантне информације и квантне теорије вероватноће.
Квантна спознаја користи математички формализам квантне теорије да инспирише и формализује моделе сазнања које имају за циљ напредовање у односу на моделе засноване на традиционалној класичној теорији вероватноће. Ова област се фокусира на феномене моделовања у когнитивној науци који су се супротстављали традиционалним техникама или где су традиционални модели, како изгледа, постигли баријеру (нпр. Људску меморију), и преференције у моделирању у теорији одлучивања која су парадоксална са традиционалног рационалног становишта(нпр. преокрет приоритета). Пошто је употреба квантно-теоријског оквира намењена моделирању, идентификација квантних структура у когнитивним феноменима не претпоставља постојање микроскопских квантних процеса у људском мозгу.

## Главни субјекти истраживања

#### Квантни модели обраде информација ("квантни мозак")
Мозак је дефинитивно макроскопски физички систем који делује на вагу (времена, простора, температуре) који се битно разликују од одговарајућих квантних скала. Макроскопски квантни физички феномени као што је нпр. Бозе-Ајнштајнов кондензат такође карактеришу посебни услови који дефинитивно нису испуњени у мозгу. Посебно, мозак је једноставно превише врућ да би могао да обави стварну квантну обраду информација, тј. да користе квантне носаче информација попут фотона, јона, електрона. Као што је уобичајено прихваћено у науци мозга, основна јединица обраде информација је неурон. Јасно је да неурон не може бити у суперпозицији два стања: пуцање и не пуцање. Стога, не може произвести суперпозицију која игра основну улогу у обради квантне информације. Суперпосиције менталних стања стварају комплексне неуронске мреже неурона (а то су класичне неуронске мреже). Квантна заједница за когницију наводи да активност таквих неуронских мрежа може произвести ефекте који се формално описују као сметње (вероватноћа) и заплета. У начелу, заједница не покушава да створи конкретне моделе квантне представе информација у мозгу .
Пројекат квантне спознаје заснован је на запажању да су различити когнитивни феномени адекватније описани квантном теоријом информација и квантном вероватноћом него одговарајућим класичним теоријама, види примере испод. Тако се квантни формализам сматра оперативним формализмом који описује некласичку обраду пробабилистичких података. Недавне деривације комплетног квантног формализма од једноставних оперативних принципа за представљање информација подржавају темеље квантне когнитивности. Субјективни поглед на квантну вероватноћу, коју је развио Ц. Фуцхс и сарадници , такође подржава приступ квантног сазнања, посебно коришћење квантних вероватноћа за опис процеса доношења одлука.
Иако у овом тренутку не можемо представити конкретне неурофизиолошке механизме стварања квантно-приказане информације у мозгу, можемо представити опште информативне смернице које подржавају идеју да се обрада информација у мозгу поклапа са квантним информацијама и вјероватноћом. Овде, контекстуалност је кључна реч, погледајте монографију Хренникова за детаљно представљање ове тачке гледишта. Квантна механика је фундаментално контекстуална for detailed representation of this viewpoint. Quantum mechanics is fundamentally contextual.. Квантни системи немају објективне карактеристике које се могу дефинисати независно од контекста мерења. (Као што је нагласио Н. Бохр, мора се узети у обзир читав експериментални аранжман.) Контекстуалност подразумијева постојање некомпатибилних менталних варијабли, кршење класичног закона укупне вјероватноће и (конструктивних и деструктивних) ефеката интерференције. Тако се приступ квантне когнитивности може сматрати покушајем да се формализује контекстуалност менталних процеса коришћењем математичког апарата квантне механике.

#### Доношење одлука
Претпоставимо да је особа добила прилику да игра два круга следеће игре: кованица одређује да ли ће субјект освојити 200 долара или изгубити 100 долара. Претпоставимо да је субјект одлучио да игра први круг и то чини. Неким субјектима се даје резултат (победа или губљење) првог круга, док други субјекти још увек не добијају никакве информације о резултатима. Затим човек који врши експеримент пита да ли субјект жели да игра други круг. Извођење овог експеримента са стварним субјектима даје следеће резултате:
1. Када субјекти верују да су освојили први круг, већина испитаника бира да поново игра у другом кругу.
2. Када субјекти верују да су изгубили први круг, већина испитаника бира да се поново игра у другом кругу.

С обзиром на ова два одвојена избора, наравно у складу са начелом теорије рационалног одлучивања, они би такође требало да играју други круг чак и ако не знају или не размишљају о исходу првог круга. Али, експериментом је показано, када субјектима није речен резултат првог круга, већина њих одбија да игра други круг. Овај акључак крши закон тоталне вероватноће, али се то може објаснити као ефекат квантне интерференције на начин сличан објашњењу резултата двоструког експеримента у квантној физици.

Горње одступања од класичних рационалних очекивања у одлукама извршиоца произлазе из познатих парадокса у економији понашања, то јест, парадоксима Аллаис, Еллсберг и Мацхина. Ова одступања се могу објаснити ако се претпостави да укупни концептуални предео који утиче на избор субјекта, нити је предвидив и нити се може контролисати.

#### Људске процене вероватноће
Квантна вероватноћа даје нови начин да се објасне грешке при човековом расуђивању вероватноће, укључујући грешке конјукције и дисјункције. Грешка конјукције се јавља када особа процењује вероватноћу вероватног догађаја Л и вјероватноћу неизвесног догађаја У, тако да вероватноћа догађаја Л буде већа од неизвесног догађаја У; грешка дисјункције се јавља када особа процени вероватноћу да је вероватни догађај Л већи од вероватноће извесног догађаја Л или неизвесног догађаја У. Теорија квантне вероватноће је генерализација теорије Бајесове вероватноће јер се заснива на скупу фон Нојманових аксиома које слабе неке од класичних аксиома Колмогорова. Квантни модел уводи нови фундаментални концепт спознаје - компатибилност насупрот некомпатибилности питања и ефекат који може имати на секвенцијални редослед пресуда. Квантна вероватноћа даје једноставан приказ грешака везивања и дисјункције, као и многе друге закључке као што су ефекти редоследа процене вероватноће.
Парадокс лажљивца – Додатни утицај људског субјекта на истинитосно понашање когнитивног ентитета експлицитно је изложен Парадокс лажљивца, односно истинској вриједности реченице попут "ова реченица је лажна". Можемо показати да је истинито-лажно стање овог парадокса представљено у сложеном Хилбертовом простору, док су типичне осцилације између истинског и лажног описане динамички помоћу Шредингерове диференцијалне једначине
.

#### Представљање знања
Концепти су основни когнитивни феномени који пружају садржај за закључивање, објашњење и разумевање језика. Когнитивна психологија је истраживала различите приступе за разумевање концепата укључујући примере, прототипе и неуронске мреже, и идентификовани су различити основни проблеми, као што је експериментално тестирано не класично понашање за конјукцију и дисјункцију концепата, конкретније Љубимац-Риба проблем или guppy ефекат, и продужавање и смањење тежине чланства за конјункцију и дисјункцију концепата. Све у свему, квантна сазнања поделила су квантну теорију на три основна концепта:
1. Искористити контекстуалност квантне теорије како би објаснила контекстуалност концепата у когницији и језику и појаву насталих особина када се концепти комбинују[11][35][36][37][38]
2. Користите квантно спрезање како бисте моделирали семантику концепцијских комбинација на не-декомпозиционистички начин, и узети у обзир настајуће особине/ сараднике / закључке у односу на концепцијске комбинације [тражи се извор]
3. Користите квантну суперпозицију како бисте објаснили појаву новог концепта када се концепти комбинују, и као последица тога представљамо модел који образлаже ситуацију Љубимац-Риба, и продужавање и смањење тежине чланства за конјункцију и дисјункцију концепата.

Велика количина података које је прикупио Хамптон о комбинацији два концепта може се моделирати у специфичном квантно-теоријском оквиру у Фоковом простору где посматрана одступања од теорије класичног скупа (fuzzy set) те горе поменуто прекомерно и недовољно повећање тежине чланства објашњавају се у контекстуалним интеракцијама, суперпозицији, интерференцији, спрезању и појављивању . Шта више, спроведен је когнитивни тест на одређеној концептуалној комбинацији која директно открива, кроз кршење Белових неједнакости, квантно спрезање међу концепте компоненти.

#### Људска меморија
Хипотеза да можда постоји нешто квантно у умној функцији човека је изнесена заједно са формулом квантног спрезања, чији покушај да моделира ефекат да када је асоцијативна мрежа речи активирана током проучавања у меморијском експерименту, она се понаша као квантно-спрегнут систем. Моделе когнитивних чинилаца и меморије засноване на квантним колективама предложио је Как Субхаш(енгл. Subhash Kak). Али он такође указује на специфичне проблеме ограничења посматрања и контроле ових сећања због основних логичких разлога
.

#### Семантичка анализа и проналажење информација
Истраживање је имало дубок утицај на разумијевање и на почетни развој формализма за добијање семантичких информација који се баве концептима, њиховим комбинацијама и променљивом контексту у зборнику неструктурираних докумената. Ова загонетка обраде природног језика (ОПЈ) (енгл. Natural language processing (NLP)) и претраживање информација (ПИ) (енгл. Information retrieval (IR)) на интернету- и базе података уопште- може се решити користећи математички формализам квантне теорије. Као основни кораци, (а) семинална књига "Геометрија проналаска информација" К. Ван Ријсбергена је увела приступ квантне структуре проналажења информација, (б) Видовс и Питерс су користили квантно логичку негацију за конкретни систем тражења, и Ерз и Закхор су идентификовали квантну структуру у теоријама семантичког простора, као што је латентна семантичка анализа. Од тада, употреба техника и процедура индукованих од математичких формализама квантне теорије - Хилбертов простор, квантна логика и вероватноћа, некомутативне алгебре и сл. - у областима као што су проналажења информација и обраде природног језика, произвела је значајне резултате.

#### Људска перцепција
Би-стабилни перцептуални феномени су фасцинантна тема у области перцепције. Ако стимулус има двосмислено тумачење, као што је Некерова коцка, тумачење има тенденцију да осцилира кроз време. Квантни модели су развијени да предвиде временски период између осцилација и како се ови периоди мењају са учесталошћу мерења. Елио Конте је развио квантну теорију и одговарајући модел како би објаснио ефекте интерференције добијене мерењем нејасних фигура.

###### Гешталтова перцепција
Постоје очигледне сличности између перцепције Гешталт-а и квантне теорије. У чланку који говори о примени Гешталт-а у хемији, Антон Аман пише: "Квантна механика не објашњава Гешталт перцепцију, наравно, али у квантној механици и Гешталт психологији постоје скоро изоморфне концепције и проблеми:
1. Слично као што је случај са Гешталт концептом, облик квантног објекта не постоји а приори, али зависи од интеракције овог квантног објекта са окружењем (на примјер: посматрач или апарат за мјерење).
2. Квантна механика и перцепција Гешталта су организовани на холистички начин. Субентити не морају нужно постојати у посебном смислу.

- У квантној механици и Гешталт перцепцији предмети морају бити креирани елиминацијом холистичких корелација са "остатком света"."[56]

Аманн коментарише: "Структуралне сличности између перцепције Гешталт и квантне механике су на нивоу приче, али чак и параболе нас могу научити нешто, на пример, да је квантна механика више него само производ нумеричких резултата или да је Гешталт концепт више него само глупа идеја, неспојива са атомистичким концептима. "

#### Квантни модели когниције у економији и финансијама
Претпоставка да обрада информација од стране агената на тржишту прати законе квантне теорије информација и квантне вероватноће активно су истраживали многи аутори, нпр. Е. Хејвен, О. Чаустова, А. Креников, погледајте књигу Е. Хејвена и А. Креникова, за детаљну библиографију. Можемо споменути, на пример, Бохмов модел динамике цена акција у којима се квантни потенцијал ствара очекивањем агената финансијског тржишта и стога има менталну природу. Овај приступ се може користити за моделирање стварних финансијских података, види књигу Е. Хејвен и А. Креников (2012).

#### Примена теорије отворених квантних система на доношење одлука и "когниција ћелије"
Изоловани квантни систем је идеализовани теоретски ентитет. У стварности се морају узети у обзир интеракције са околином. Ово је предмет теорије отворених квантних система. Когнитивност је такође фундаментално контекстуална. Мозак је нека врста (само-) посматрача који доноси одлуке зависне од контекста. Ментално окружење игра кључну улогу у обради информација. Стога је природно применити теорију отворених квантних система да би описали процес доношења одлука као резултат квантно-динамичке динамике менталног стања система у интеракцији са окружењем. Опис процеса одлучивања је математички једнак опису процеса декохеренције. Ова идеја је истражена у низу радова мултидисциплинарне групе истраживача на Токијском универзитету.
Будући да се у квантном приступу формализам квантне механике сматра чистим оперативним формализмом, може се применити на опис обраде информација било којим биолошким системом, тј. не само људским бићима.
На оперативном нивоу, врло је погодно размотрити нпр. ћелију као неку врсту доносиоца одлуке која обрађује информације у квантном информативном оквиру. Ова идеја истражена је у низу радова шведско-јапанске истраживачке групе користећи методе теорије отворених квантних система: изрази гена моделирани су као доношење одлука у процесу интеракције са окружењем
.

## Историја квантне спознаје
Ево кратке историје примене формализма квантне теорије на теме из психологије. Идеје за примену квантних формализама на когницију први пут су се појавили у деведесетим годинама од стране Диедерик Артс (хол. Diederik Aerts) и његових коаутора Џон Броекаерта (енгл. Jan Broekaert) и Соње Сметс, Харалд Атманспацхер (енгл. Harald Atmanspacher), Роберт Бордлеј (енгл. Robert Bordley) и Андреј Креников (енгл. Andrei Khrennikov).
Посебно питање о квантној спознаји и одлуци појавило се у часопису математичке психологије (2009, volume 53), који је отворио врата ка овој теми. Објављено је неколико књига везаних за квантну спознају, укључујући и Креников (2004, 2010), Иванчић и Иванчић (2010), Бусемајер (енгл. Busemeyer) и Бруза (2012), Е. Конте (2012). Прва конференција о квантној интеракцији одржана је на Станфорду 2007. године у организацији Питер Брузе, Виллиам Лавлесс, Ц. ван Ријсберген и Дон Софге као део АААИ Пролећни Симпозијум Сериес-а.

#### Сродне теорије
Теоретски физичари Давид Бом (енгл. David Bohm) и Басил Хилеј (енгл. Basil Hiley) предложили су да ум и материја изађу из "имплицитног поретка". Приступ Боma и Хилеја о уму и материји подржава филозоф Паво Пyлканен (фин. Paavo Pylkkänen). Пулканен наглашава "непредвидиве, неконтролисане, недељиве и не-логичне" особине свесне мисли и повлачи паралеле у филозофски покрет који неки називају "пост-феноменологијом", а нарочито Паули Пулко појам "аконцептуалног искуства", неструктурираног, неартикулисаног и пре-логичког искуства.
Математичке технике Контеове групе и Хајлеове групе укључују употребу Клифордове алгебре. Ове алгебре означавају "некомутативност" мисаоних процеса (на примјер, види: некомутативне операције у свакодневном животу).
Међутим, област коју треба истражити јесте концепт латералног функционисања мозга. Неке студије у маркетингу односе се на бочне утицаје на когницију и емоције у обради стимулација везаних за везу.